# Cojocna
Cojocna é uma comuna romena localizada no distrito de Cluj, na região histórica da Transilvânia. A comuna possui uma área de 238.63 km² e sua população era de 4429 habitantes segundo o censo de 2007.